# Presa de Sossís
La presa de Sossís o presa de Llania és un assut  en el curs de la Noguera Pallaresa situat en el municipi de Conca de Dalt, a la comarca del Pallars Jussà, prop del poble de Sossís, que li dona el nom. El cabal mitjà de la Noguera Pallaresa a Sossís, amb una conca de 1.535 quilòmetres quadrats, és de 31.500 litres per segon.
La presa de Sossís fou construïda per la societat Regs i Forces de l'Ebre l'any 1912, i és l'origen del canal de derivació de Sossís que du l'aigua a la central hidràulica de Sossís. Aquest conjunt d'obres foren les primeres construccions fetes de cara a l'aprofitament de les aigües de la Noguera Pallaresa per part de Regs i Forces de l'Ebre. La seva funció era subministrar energia elèctrica a les obres per a la construcció del pantà de Sant Antoni.
Quan es va construir la presa es va incorporar al marge esquerre un canal entre la presa d'aigües del canal de derivació i la coronació de la presa sobre la qual passa l'aigua. Aquest canal es va fer perquè els rais procedents d'aigües amunt hi poguessin passar. Però la força dels corrents del riu feia que els rais quedessin encreuats a l'entrada del canal i tinguessin moltes dificultats en passar-hi.

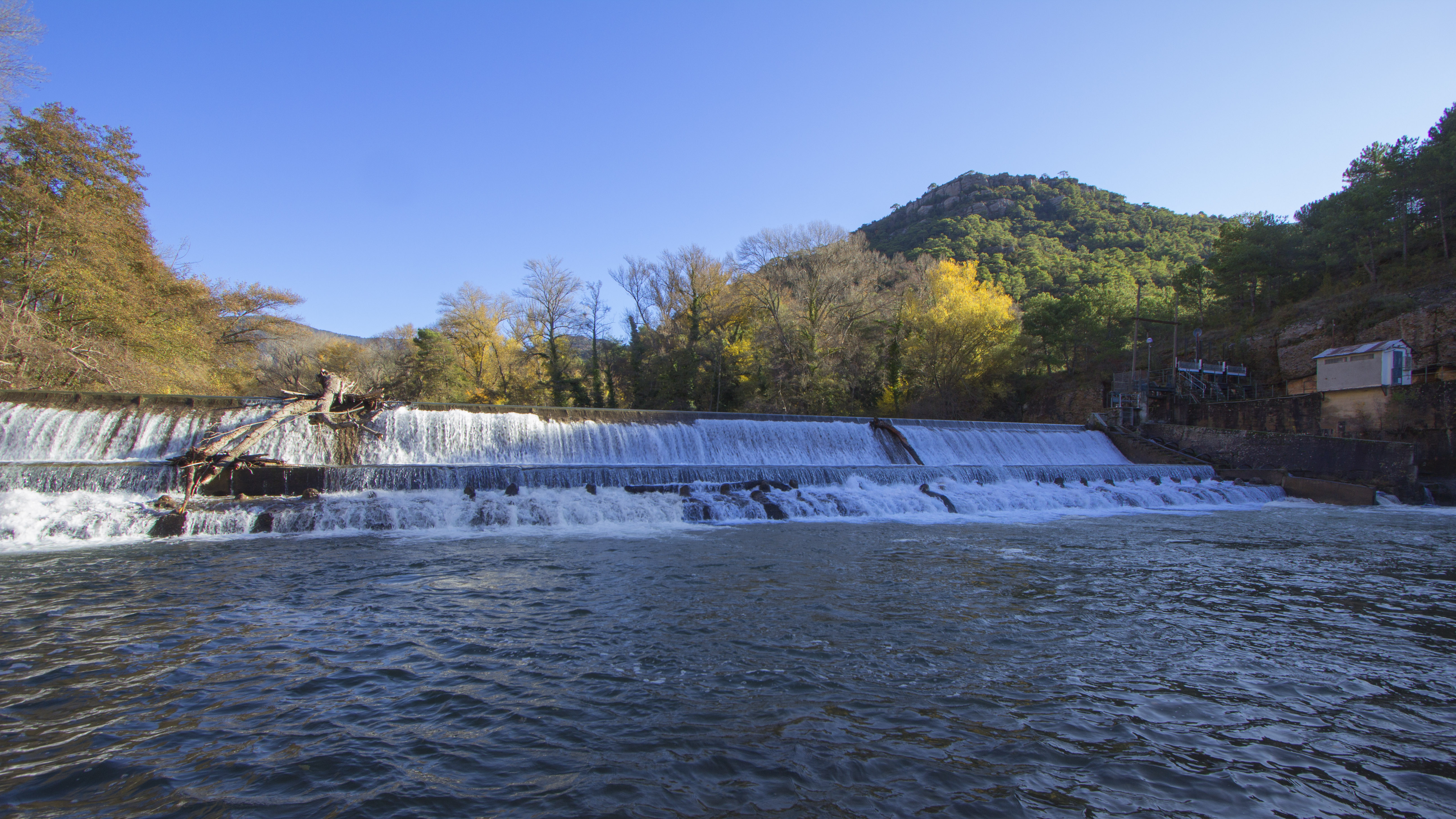
Presa de Sossís, vista des de la Noguera (Pallars Jussà)